# Gran Polonia (región histórica)
Gran Polonia (en polaco: Wielkopolska; en alemán: Großpolen; en latín: Polonia Maior) es una región histórica del centro-oeste de Polonia. Su ciudad principal es Poznań. Administrativamente, la mayoría de la región es parte del voivodato de Gran Polonia (en polaco: województwo wielkopolskie), aunque algunas partes están en los voivodatos de Lubusz, en el de Cuyavia y Pomerania o en el de Łódź.

## Nombre de la región
La Gran Polonia era el corazón del primitivo estado medieval polaco. A menudo se le llama la «cuna de Polonia». El nombre es mencionado por primera vez en su forma latina (Polonia Maior) en 1257, y en polaco (w Wielkej Polszcze) en 1449. El nombre de la región puede haber sido creado en referencia a que esta zona es la «Vieja Polonia», en oposición a la «Nueva Polonia», Pequeña Polonia (en polaco: Małopolska; en latín: Polonia Minor), una región en el sur de Polonia con capital en Cracovia.

## Geografía
La Gran Polonia comprende una gran parte del área regada por el río Varta y sus tributarios, incluyendo el río Noteć. Hay dos regiones geográficas principales: el distrito de los lagos, en el norte, caracterizado por colinas y lagos postglaciales, y la llanura del sur.
Un área de 75,84 km² de bosques y lagos al sur de Poznań fue establecida en 1957 como el parque nacional de Wielkopolska (Wielkopolski Park Narodowy).

## Historia
La Gran Polonia formó el corazón del temprano estado polaco de principios del siglo X, y a veces se le llama la «cuna de Polonia». Poznań y Gniezno  habían sido los primeros centros de poder real, pero a raíz de la devastación de la región por la rebelión pagana en los años 1030 y de la invasión de Bretislao I de Bohemia en 1038, Casimiro I el Restaurador trasladó la capital desde Gniezno a Cracovia.

Escudo de Wielkopolska.

En el testamento de Boleslao III el Bocatorcida, que dio inicio al período de la fragmentación de Polonia (1138-1320), la parte occidental de la Gran Polonia (incluyendo Poznań) fue concedida a Miecislao III el Viejo. La parte oriental, con Gniezno y Kalisz, formó parte del Ducado de Cracovia, y fue concedida a Vladislao II el Desterrado. Sin embargo, durante la mayor parte del período ambas partes estuvieron bajo un único gobernante, siendo conocidas como el ducado de Gran Polonia (aunque a veces fueron gobernadas por separado bajo los ducados de Poznan, Gniezno, Kalisz y Ujście). La región quedó bajo el control de Vladislao I de Polonia en 1314, y por lo tanto se convirtió en parte de la Polonia unificada de la que fue coronado rey Wladyslaw en 1320.
En el reino unificado, y más tarde en la Mancomunidad de Polonia-Lituania, el país fue dividido en unidades administrativas llamadas voivodatos. En el caso de la región de Gran Polonia, paso a integrar el voivodato de Poznań y el voivodato de Kalisz. La Comunidad también tuvo subdivisiones más grandes, conocidas como prowincja (provincia), una de las cuales fue nombrada Gran Polonia. Sin embargo, esta provincja cubría un área más grande que la región de Gran Polonia en sí, incluyendo también a Mazovia y Prusia Real. (Esta división de la Corona de Polonia en dos entidades llamadas Polonia Mayor y Polonia Menor tuvo sus raíces en los Estatutos de Casimiro el Grande de 1346-1362, donde las leyes de la "Gran Polonia" —la parte septentrional del país— se codificaron en el estatuto de Piotrków , y las de la "Polonia Menor" en el estatuto separado de Wiślica.)
En 1768, se formó un nuevo voivodato de Gniezno a partir de la parte norte del voivodato de Kalisz. Sin embargo los cambios de mayor alcance vendrían con las particiones de Polonia. En la primera partición (1772), partes del norte de la Gran Polonia a lo largo del Noteć (alemán Netze) pasaron a manos del reino de Prusia, convirtiéndose en el Distrito Netze. En la segunda partición (1793), el conjunto de la Gran Polonia fue absorbida por Prusia, convirtiéndose en parte de la provincia de Prusia del Sur. Permaneció así a pesar de que la primera Gran Polonia Uprising (1794), parte de la fracasada Insurrección de Kościuszko dirigida principalmente contra Rusia.
Más éxito tuvo la sublevación de la Gran Polonia de 1806, lo que llevó a la región a formar parte del napoleónico Ducado de Varsovia (formando el Departamento de Poznań y partes de los departamentos de Kalisz y Bydgoszcz). Sin embargo, tras el Congreso de Viena de 1815, la Gran Polonia fue nuevamente dividida, pasando a depender la parte occidental (incluyendo Poznań) de Prusia; la parte oriental (incluyendo Kalisz) se unió al Zarato de Polonia controlado por el Imperio ruso, donde formó el voivodato de Kalisz hasta 1837, luego la Gobernación de Kalisz (fusionada en la Gobernación de Varsovia entre 1844 y 1867).
Dentro del imperio prusiano, el oeste de la Gran Polonia se convirtió en el Gran Ducado de Posen (Poznań), que disfrutó en teoría cierta autonomía. Tras el no realizado levantamiento de 1846, y el levantamiento más importante, pero aún sin éxito, de 1848 (durante la primavera de las Naciones), el Gran Ducado fue reemplazado por la provincia de Posen. Las autoridades hicieron esfuerzos para germanizar la región, sobre todo después de la fundación de Alemania en 1871, y desde 1886 en adelante, la Comisión de Asentamientos de Prusia estuvo activa para aumentar las propiedades alemanas de tierras en zonas anteriormente polacas.
Tras el final de la Primera Guerra Mundial, la sublevación de Gran Polonia se aseguró de que la mayor parte de la región se convirtiese en parte del reciente estado polaco independencia, formando la mayor parte del voivodato de Poznań (1921-1939). El norte y algunas partes occidentales de la Gran Polonia permanecieron en Alemania, donde formaron la mayor parte de la provincia de Posen-Prusia Occidental (1922-1938), cuya capital fue Schneidemühl (Piła).
Después de la invasión alemana de Polonia de 1939, la Gran Polonia se incorporó a la Alemania nazi, convirtiéndose en la provincia llamada Reichsgau Posen, después Reichsgau Wartheland (Warthe es el nombre alemán del río Warta). La población judía de Polonia fue clasificada por los nazis como subhumana y fueron sometidos a un genocidio organizado, que implicó el asesinato en masa y la limpieza étnica. Muchos antiguos funcionarios y otras personas consideradas enemigos potenciales por los nazis fueron encarcelados o ejecutados, incluyendo el tristemente célebre campo de concentración de Fort VII  en Poznań. Poznań fue declarada ciudad bastión (Festung) en las etapas finales de la guerra, siendo tomada por el Ejército Rojo en la batalla de Poznań, que terminó el 22 de febrero de 1945.
Después de la guerra, la Gran Polonia quedó totalmente dentro de la República Popular de Polonia, como voivodato de Poznań. Con las reformas de 1975 este se dividió en provincias más pequeñas (los voivodatos de Kalisz, Konin, Leszno y Piła, y un voivodato de Poznań más pequeño). El actual voivodato de Gran Polonia, de nuevo con Poznań como capital, fue creada en 1999.

## Galería de imágenes

Ciudades de la Gran Polonia
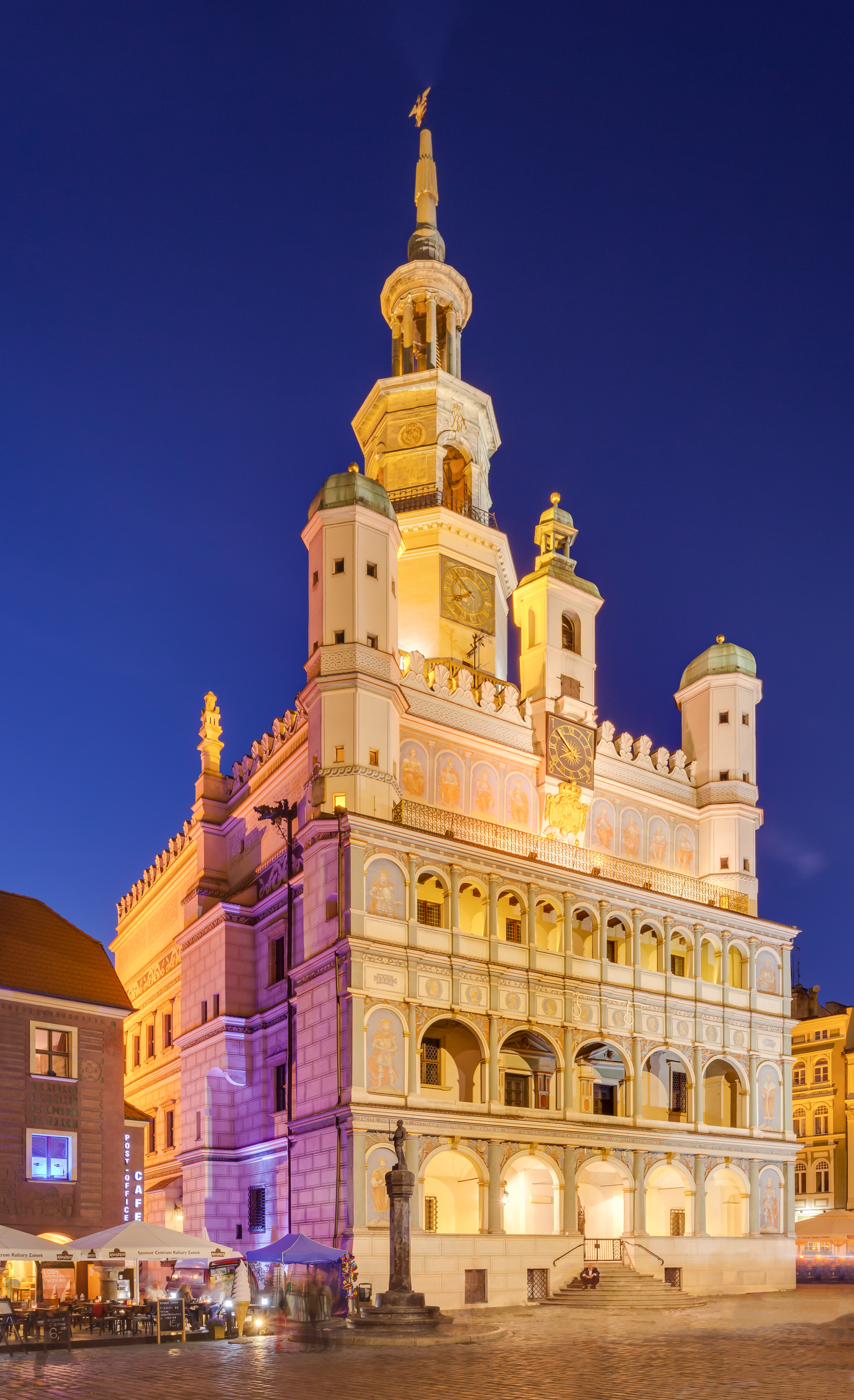
Poznań
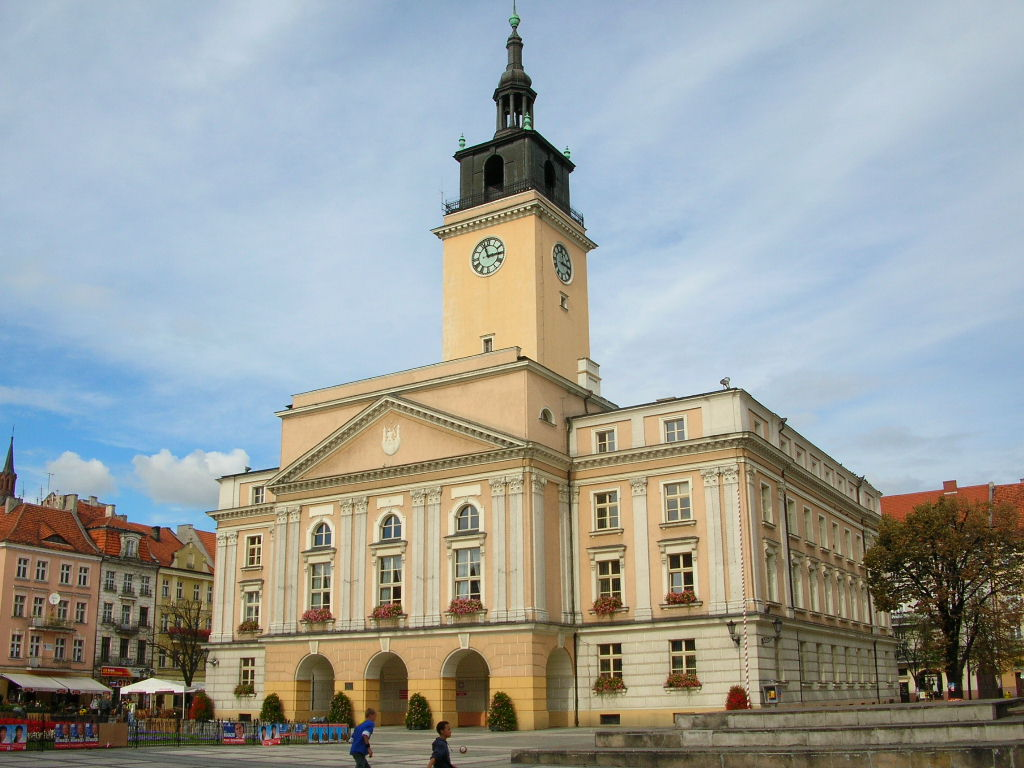
Kalisz
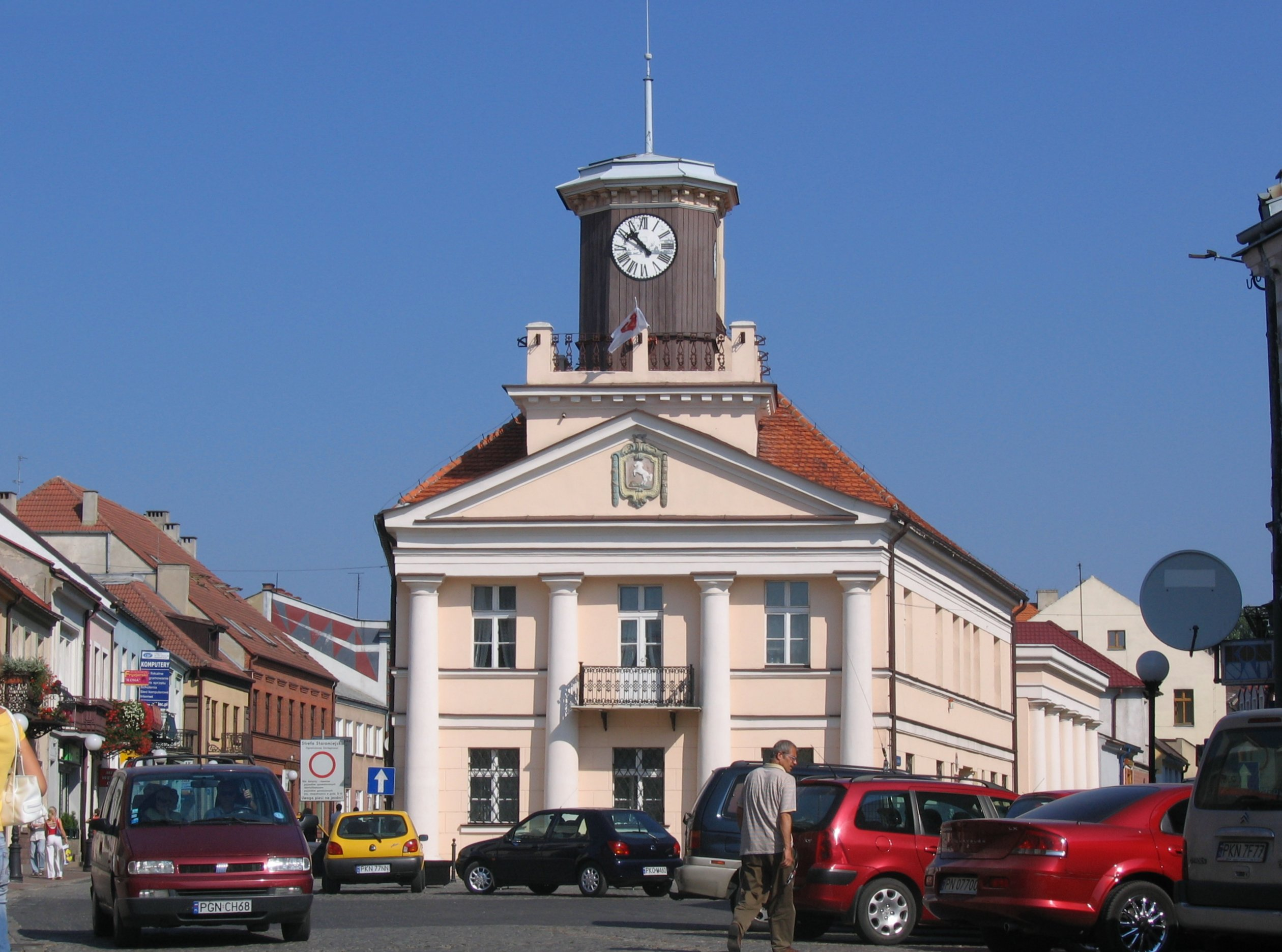
Konin
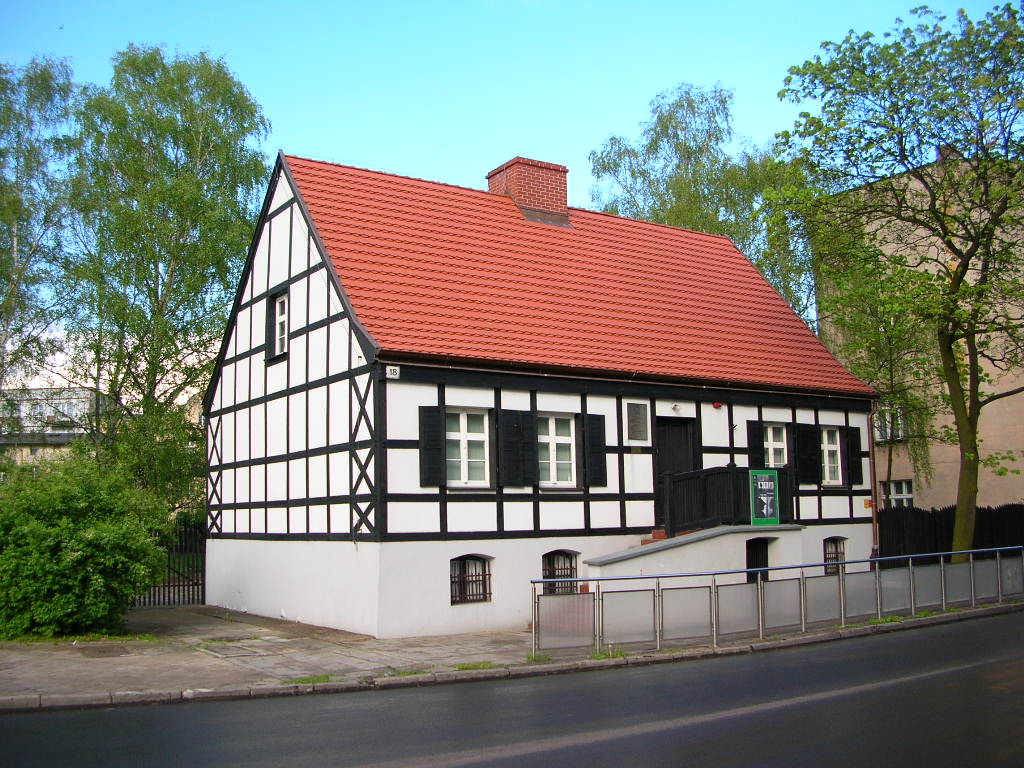
Piła
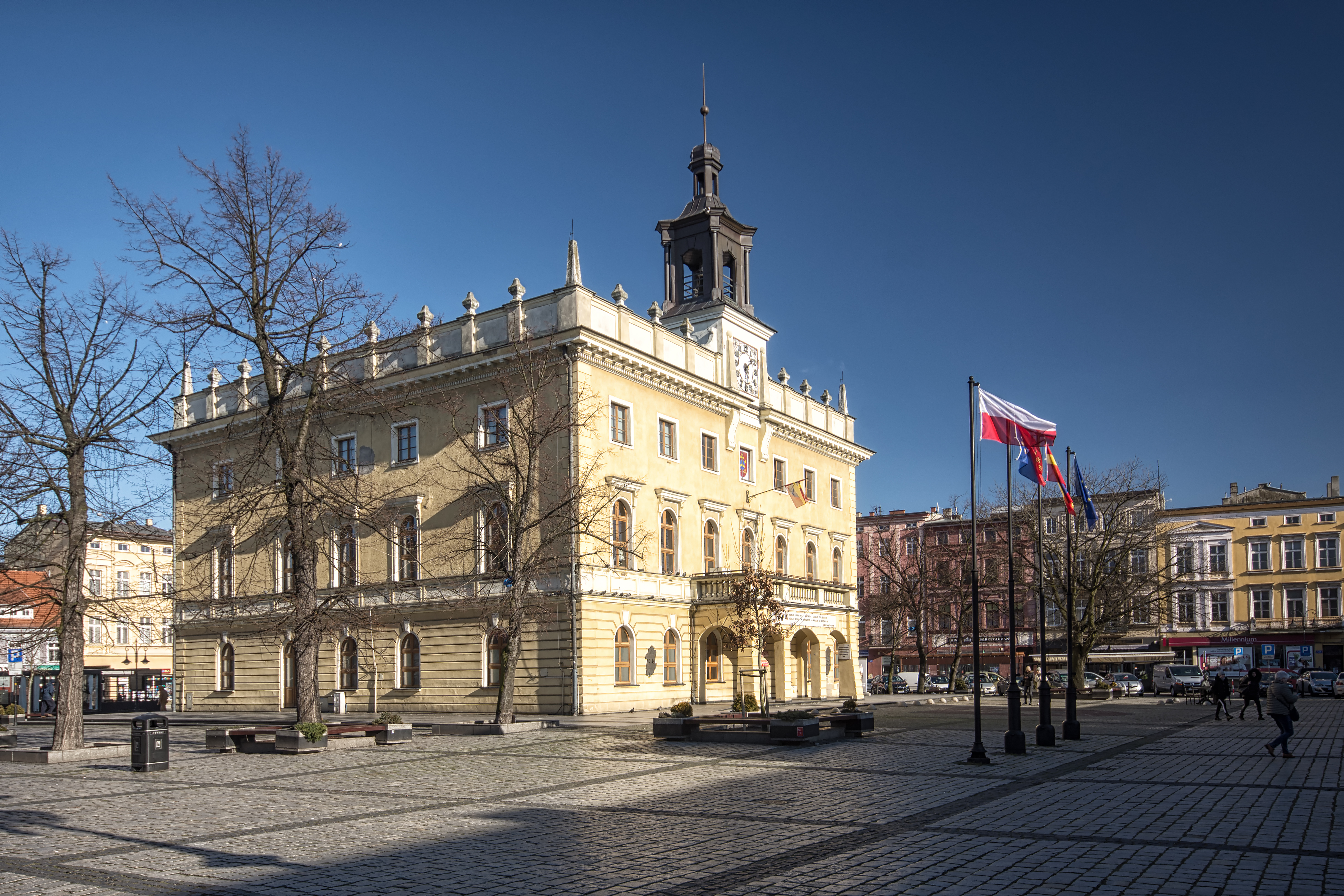
Ostrów Wielkopolski

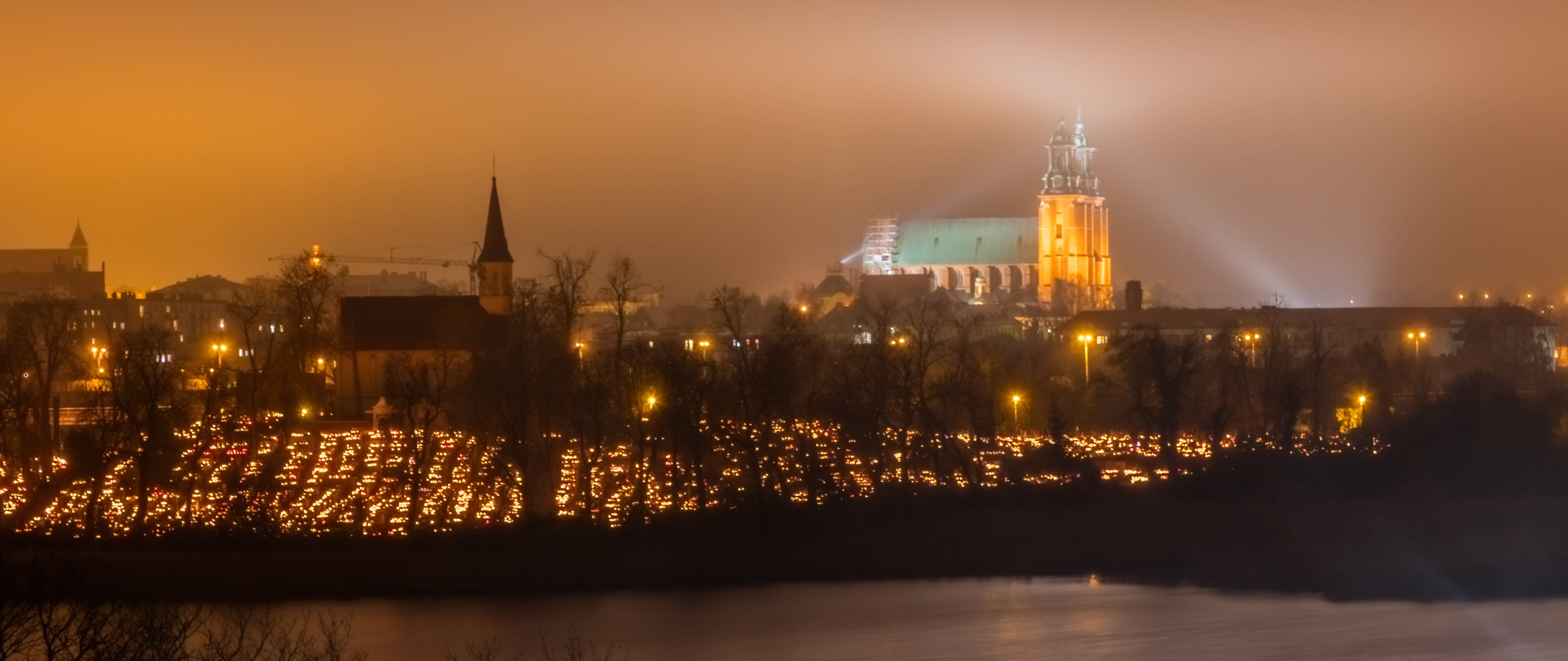
Gniezno
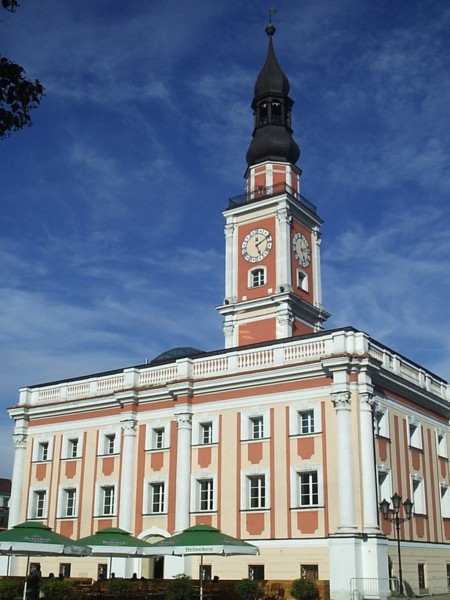
Leszno
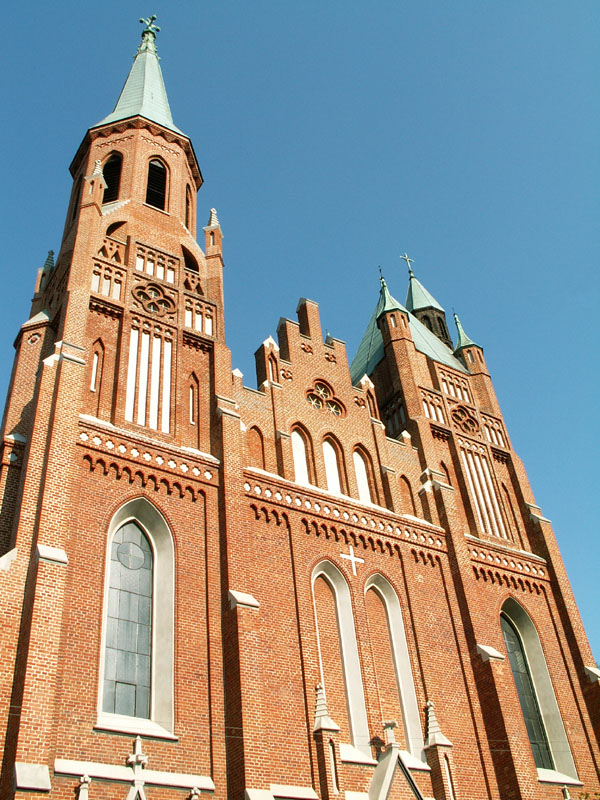
Turek
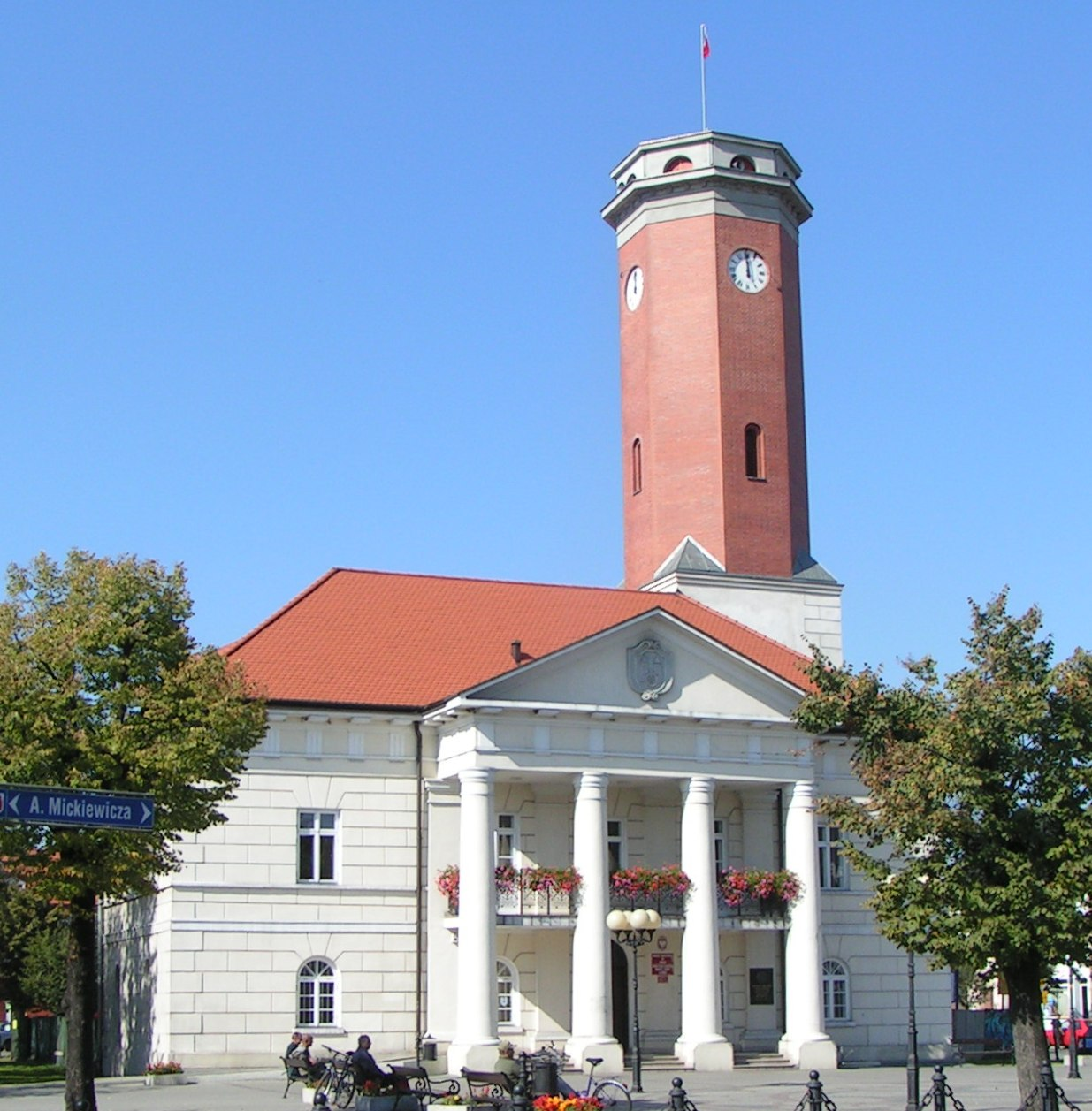
Koło
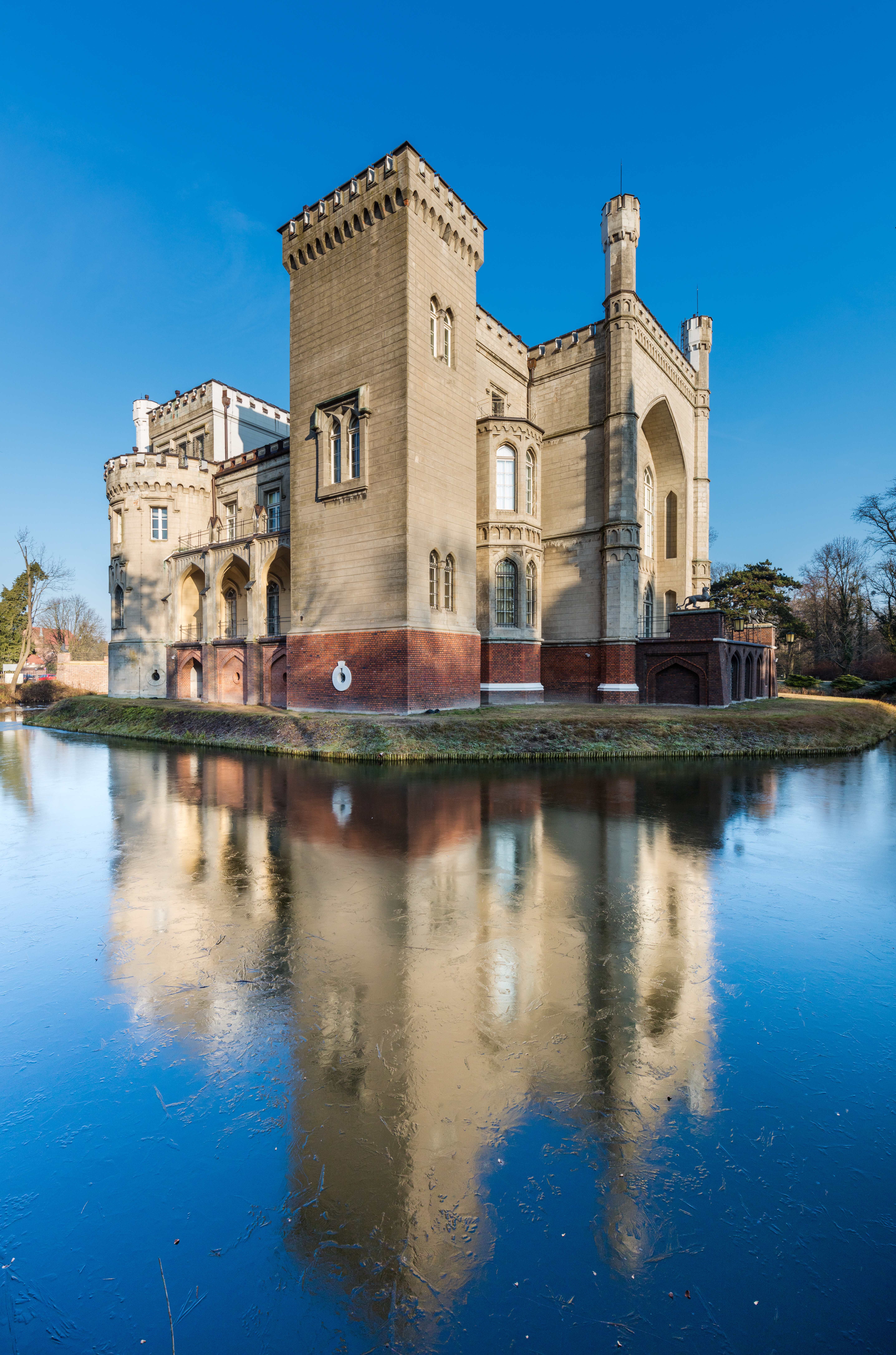
Kórnik